# Pro Quarterback Football
Pro Quarterback Football est un jeu vidéo de football américain sorti en 1992 et fonctionne sur Mega Drive et Super Nintendo. Le jeu a été développé par Tradewest Sports puis édité par Sega.